# Escândalo das papeletas amarelas
O Escândalo das papeletas amarelas foi uma crise institucional ocorrida no  Flamengo por suspeita de desvios de verbas e outras irregularidades financeiras envolvendo o vice-presidente de Esporte Amadores do clube, Leonardo Rabelo, o VP de finanças Joel Tepet e o então presidente George Helal. Na ocasião, foram identificados pelos Conselhos internos do clube o uso recorrente de recibos sem comprovação fiscal, conhecidos internamente como Papeletas Amarelas, para justificar gastos e transações financeiras para fins pessoais ou de interesse alheio a instituição.

## História
Em 29 de setembro de 1986, a gestão do então presidente do  Flamengo, George Helal, teve suas contas rejeitadas pelo Conselho Deliberativo do Clube. Helal foi condenado a devolver 300 mil cruzados encontrados nas contas pessoais de Leonardo Rabelo, vice-presidente de Esportes Amadores. A primeira versão da defesa de Helal alegou que o valor era referente ao pagamento de árbitros como "legítima defesa" contra decisões desfavoráveis no campeonato carioca. O álibi alegado pelo vice, entretanto, foi outro: Rabelo justificou que o montante foi utilizado para pagar atletas profissionais e amadores do clube, mas os recibos apresentados não tinham comprovação fiscal. Em seguida, George Helal voltou atrás em sua alegação e justificou que os 300 mil teriam sido utilizados como incentivo aos atletas de clubes pequenos contra os rivais no estado. A mudança da versão de Helal foi vista como uma manobra operada pelo seu advogado, Clovis Sahione. 
Mais tarde foi revelado, entretanto, que as irregularidades da gestão iam muito além do episódio dos 300 mil cruzados. As tais papeletas amarelas foram amplamente usadas no clube pela gestão para "justificar" gastos obscuros e controversos: como um rombo de 27 mil em uma excursão de 1985 à Arábia; uma "gorjeta" de 20 mil cruzados na venda do goleiro Fillol ao Atlético de Madrid e até mesmo no uso de dinheiro do clube para bancar a passagem do advogado Michel Assef, durante uma excursão do clube aos EUA. O valor do débito chegava à 2.000 dólares, que Assef teve de devolver. Outros inquéritos apurados pelo Conselho apontaram irregularidades na venda de mais de 2 mil títulos de sócio patrimoniais, com prejuízos de mais de 2 milhões de cruzados para o clube. 